# Чемпіонат світу з футболу 1978 (кваліфікаційний раунд, КАФ)
У рамках відбіркового турніру до чемпіонату світу з футболу 1978 команди африканської конфедерації КАФ змагалися за одне місце у фінальній частині чемпіонату світу з футболу 1978.
Загалом позмагатися за участь у чемпіонаті висловили бажання 26 африканських команд.
За результатами кваліфікаційного раунду Африку на чемпіонаті світу представила збірна Тунісу.

## Формат
Турнір проходив у п'ять раундів:
- Попередній раунд, Перший раунд, Другий раунд і Третій раунд проходили за олімпійською системою, за якою на кожному етапі учасників розбивали на пари, із кожної з яких до наступного раунду виходило по одній команді, що здолала суперника за сумою двох ігор, однієї удома і однієї на виїзді. За результатами чотирьох перших раундів із 26 команд визначалися три учасники Фінального раунду.
- Фінальний раунд: три команди-учасниці проводили груповий турнір за круговою системою, в рамках якого кожна збірна грала із кожним із суперників по дві гри, одній удома і одній у гостях. Переможець групового змагання ставав учасником фінальної частини чемпіонату світу 1978 року.

## Попередній раунд
| Команда 1     | Заг. | Команда 2  | 1-й матч | 2-й матч |
| ------------- | ---- | ---------- | -------- | -------- |
| Сьєрра-Леоне  | 6–3  | Нігер      | 5–1      | 1–2      |
| Верхня Вольта | 3–1  | Мавританія | 1–1      | 2–0      |

| 7 березня 1976 | Сьєрра-Леоне                              | 5 – 1 | Нігер     | Фрітаун, Сьєрра-Леоне                                                                      |  |
|                | Думбуя 37', 68' Сунмону 57', 66' Трей 70' |       | Адаму 17' | Стадіон: Національний стадіон, Сьєрра-Леоне Глядачі: 4,250 Суддя: Агіар Комла Барто (Того) |  |
|                |                                           |       |           |                                                                                            |  |

| 21 березня 1976 | Нігер                   | 2 – 1 | Сьєрра-Леоне | Ніамей, Нігер                                                                     |  |
|                 | Сейду 36' Канфідені 52' |       | Санго 37'    | Стадіон: Стад дю 29 Жюльє Глядачі: 5,641 Суддя: Томпсон Шакірудін Бадру (Нігерія) |  |
|                 |                         |       |              |                                                                                   |  |

Збірна Сьєрра-Леоне виграла за сумою двох матчів із рахунком 6:3 і вийшла до Першого раунду.
| 13 березня 1976 | Верхня Вольта | 1 – 1 | Мавританія          | Уагадугу, Республіка Верхня Вольта      |  |
|                 | Каборе 44'    |       | Кулібалі 68' (пен.) | Стадіон: Стад Мунісіпаль Глядачі: 3,323 |  |
|                 |               |       |                     |                                         |  |

| 28 березня 1976 | Мавританія | 0 – 2 | Верхня Вольта        | Нуакшот, Мавританія                                               |  |
|                 |            |       | Зома 32' Уаттара 52' | Стадіон: Стад де ля Капіталь Глядачі: 1,782 Суддя: Моді Ба (Малі) |  |
|                 |            |       |                      |                                                                   |  |

Збірна Верхньої Вольти виграла за сумою двох матчів із рахунком 3:1 і вийшла до Першого раунду.

## Перший раунд
| Команда 1        | Заг.        | Команда 2   | 1-й матч | 2-й матч |     |
| ---------------- | ----------- | ----------- | -------- | -------- | --- |
| Алжир            | 1–0         | Лівія       | 1–0      | 0–0      |     |
| Марокко          | 2–2 (2–4 п) | Туніс       | 1–1      | 1–1      |     |
| Того             | 2–1         | Сенегал     | 1–0      | 1–1      |     |
| Гана             | 3–5         | Гвінея      | 2–1      | 1–2      | 0–2 |
| Сьєрра-Леоне     | 2–6         | Нігерія     | 0–0      | 2–6      |     |
| Республіка Конго | 4–2         | Камерун     | 2–2      | 2–0      |     |
| Верхня Вольта    | 1–3         | Кот-д'Івуар | 1–1      | 0–2      |     |
| Єгипет           | 5–1         | Ефіопія     | 3–0      | 2–1      |     |
| Північна Родезія | 5–0         | Малаві      | 4–0      | 1–0      |     |
| Заїр             | т.п.        | ЦАР         | —        | —        |     |
| Кенія            | т.п.        | Судан       | —        | —        |     |
| Уганда           | т.п.        | Танзанія    | —        | —        |     |

| 1 квітня 1976 | Алжир       | 1 – 0 | Лівія | Алжир, Алжир                                                          |  |
|               | Бетруні 83' |       |       | Стадіон: Стадіон 5 липня Глядачі: 15,267 Суддя: Жан Дюбаш (Швейцарія) |  |
|               |             |       |       |                                                                       |  |

| 16 квітня 1976 | Лівія | 0 – 0 | Алжир | Триполі, Лівія                                                                   |  |
|                |       |       |       | Стадіон: Стадіон 11 червня Глядачі: 30,000 Суддя: Еміліо Гурусета Муро (Іспанія) |  |
|                |       |       |       |                                                                                  |  |

Збірна Алжиру виграла за сумою двох матчів із рахунком 1:0 і вийшла до Другого раунду.
---
| 12 грудня 1976 | Марокко   | 1 – 1 | Туніс    | Касабланка, Марокко                                           |  |
|                | Лахаї 35' |       | Діаб 56' | Стадіон: Стад Пер-Жего Глядачі: 13,056 Суддя: Верер (Австрія) |  |
|                |           |       |          |                                                               |  |

| 9 січня 1977 | Туніс      | 1 – 1 | Марокко   | Туніс, Туніс                                                           |  |
|              | Лабіді 34' |       | Тахір 55' | Стадіон: Стад ель-Менза Глядачі: 44,500 Суддя: Гунгербюлер (Швейцарія) |  |
|              |            |       |           |                                                                        |  |

За сумою двох ігор рахунок був нічийним 2:2, після чого збірна Тунісу здобула перемогу у серії пенальті.
| 17 жовтня 1976 | Того       | 1 – 0 | Сенегал | Ломе, Того                                                       |  |
|                | Рашиду 87' |       |         | Стадіон: Стад Женераль Еядема Глядачі: 5,173 Суддя: Двомо (Гана) |  |
|                |            |       |         |                                                                  |  |

| 31 жовтня 1976 | Сенегал | 1 – 1 | Того      | Дакар, Сенегал                                                    |  |
|                | Ба 63'  |       | Афану 58' | Стадіон: Стад Демба Діоп Глядачі: 7,000 Суддя: Абделалі (Марокко) |  |
|                |         |       |           |                                                                   |  |

Збірна Того перемогла за сумою двох матчів із рахунком 2:1 і вийшла до Другого раунду.
| 10 жовтня 1976 | Гана                   | 2 – 1 | Гвінея        | Аккра, Гана                                                     |  |
|                | Кассум 57' Афрійле 83' |       | Ю. Камара 52' | Стадіон: Аккра Спортс Глядачі: 10,000 Суддя: Куду (Кот-д'Івуар) |  |
|                |                        |       |               |                                                                 |  |

| 31 жовтня 1976 | Гвінея                    | 2 – 1 | Гана     | Конакрі, Гвінея                                                    |  |
|                | Папа Камара 51' Кейта 56' |       | Анса 59' | Стадіон: Стад дю 28 Септембр Глядачі: 20,000 Суддя: Ауїссі (Алжир) |  |
|                |                           |       |          |                                                                    |  |

Рахунок за сумою двох матчів був нічийним 3:3, і додаткову гру на нейтральному полі було призначено.
| 16 січня 1977 | Гана | 0 – 2 | Гвінея                      | Ломе, Того                                                            |  |
|               |      |       | Папа Камара 3' С. Силла 31' | Стадіон: Стад Женераль Еядема Глядачі: 13,482 Суддя: Н'Діає (Сенегал) |  |
|               |      |       |                             |                                                                       |  |

Збірна Гвінеї вийшла до Другого раунду завдяки перемозі у додатковому матчі.
| 16 жовтня 1976 | Сьєрра-Леоне | 0 – 0 | Нігерія | Фрітаун, Сьєрра-Леоне                               |  |
|                |              |       |         | Стадіон: Рекрі Глядачі: 5,173 Суддя: Терксон (Гана) |  |
|                |              |       |         |                                                     |  |

| 30 жовтня 1976 | Нігерія                                                        | 6 – 2 | Сьєрра-Леоне              | Лагос, Нігерія                                             |  |
|                | Одегбамі 25' Атуегбу 31', 34' Усіян 40' Еметеоле 63' Авесу 77' |       | Дифан 74' Сама 88' (пен.) | Стадіон: Сурулере Глядачі: 25,996 Суддя: Матову (Танзанія) |  |
|                |                                                                |       |                           |                                                            |  |

Збірна Нігерії перемогла за сумою двох матчів із рахунком 6:2 і вийшла до Другого раунду.
| 17 жовтня 1976 | Республіка Конго              | 2 – 2 | Камерун              | Браззавіль, Конго-Браззавіль                                          |  |
|                | Мунундзі 66' (пен.) Вамба 76' |       | Мілла 11' Онгене 35' | Стадіон: Стад де ля Революсьйон Глядачі: 17,367 Суддя: Гумбо (Замбія) |  |
|                |                               |       |                      |                                                                       |  |

| 31 жовтня 1976 | Камерун  | 0 – 2 Присуджено (1 – 2 82') | Республіка Конго       | Яунде, Камерун                                                       |  |
|                | Мілла 7' |                              | Ебомоа 19' Н'Домба 52' | Стадіон: Ахмаду Ахіджо Глядачі: 26,050 Суддя: Хусаїну Н'Жаї (Гамбія) |  |
|                |          |                              |                        |                                                                      |  |

Збірна Конго перемогла за сумою двох матчів із рахунком 4:2 і вийшла до Другого раунду.
| 4 вересня 1976 | Верхня Вольта | 1 – 1 | Кот-д'Івуар | Уагадугу, Республіка Верхня Вольта                              |  |
|                | Каборе 70'    |       | Бава 36'    | Стадіон: Стад Мунісіпаль Глядачі: 5,418 Суддя: Н'Діає (Сенегал) |  |
|                |               |       |             |                                                                 |  |

| 26 вересня 1976 | Кот-д'Івуар        | 2 – 0 | Верхня Вольта | Абіджан, Кот-д'Івуар                                                  |  |
|                 | Куам 17' Куман 34' |       |               | Стадіон: Стад Фелікс-Упуе-Боїньї Глядачі: 5,960 Суддя: Діань (Гвінея) |  |
|                 |                    |       |               |                                                                       |  |

Збірна Кот-д'Івуару перемогла за сумою двох матчів із рахунком 3:1 і вийшла до Другого раунду.
| 29 жовтня 1976 | Єгипет                 | 3 – 0 | Ефіопія | Каїр, Єгипет                                                         |  |
|                | Ель-Хатіб 4', 19', 77' |       |         | Стадіон: Нассер Глядачі: 120,000 Суддя: Джанфранко Менегалі (Італія) |  |
|                |                        |       |         |                                                                      |  |

| 14 листопада 1976 | Ефіопія      | 1 – 2 | Єгипет             | Аддис-Абеба, Ефіопія                                        |  |
|                   | Кассагун 40' |       | Ель-Хатіб 12', 73' | Стадіон: Аддис-Абеба Глядачі: 150,000 Суддя: Вурц (Франція) |  |
|                   |              |       |                    |                                                             |  |

Збірна Єгипту перемогла за сумою двох матчів із рахунком 5:1 і вийшла до Другого раунду.
| 9 травня 1976 | Північна Родезія                           | 4 – 0 | Малаві | Лусака, Замбія                                                       |  |
|               | Чанда 4' Фірі 12', 75' Чамангвана 88' (аг) |       |        | Стадіон: Стадіон 7 квітня Глядачі: 16,000 Суддя: Муамба Кабве (Заїр) |  |
|               |                                            |       |        |                                                                      |  |

| 30 травня 1976 | Малаві | 0 – 1 | Північна Родезія | Блантайр, Малаві                                                     |  |
|                |        |       | Капіта 48'       | Стадіон: Камузу Глядачі: 8,230 Суддя: Шарль Рандріаналі (Мадагаскар) |  |
|                |        |       |                  |                                                                      |  |

Збірна Замбії перемогла за сумою двох матчів із рахунком 5:0 і вийшла до Другого раунду.
| {{{дата}}} | Заїр | т.п. | ЦАР     |  |  |
|            |      |      | знялася |  |  |
|            |      |      |         |  |  |

Збірна ЦАР знялася, тож збірна Заїру пройшла до Другого раунду автоматично.
| {{{дата}}} | Кенія | т.п. | Судан   |  |  |
|            |       |      | знялася |  |  |
|            |       |      |         |  |  |

Збірна Судану знялася, тож збірна Кенії пройшла до Другого раунду автоматично.
| {{{дата}}} | Уганда | т.п. | Танзанія |  |  |
|            |        |      | знялася  |  |  |
|            |        |      |          |  |  |

Збірна Танзанії знялася, тож збірна Уганди пройшла до Другого раунду автоматично.

## Другий раунд
| Команда 1   | Заг. | Команда 2        | 1-й матч | 2-й матч   |
| ----------- | ---- | ---------------- | -------- | ---------- |
| Туніс       | 3–1  | Алжир            | 2–0      | 1–1        |
| Того        | 1–4  | Гвінея           | 0–2      | 1–2        |
| Кот-д'Івуар | 6–3  | Республіка Конго | 3–2      | 3–1        |
| Кенія       | 0–1  | Єгипет           | 0–0      | 0–1        |
| Уганда      | 3–4  | Північна Родезія | 1–0      | 2–4 (д.ч.) |
| Нігерія     | т.п. | Заїр             | —        | —          |

| 6 лютого 1977 | Туніс              | 2 – 0 | Алжир | Туніс, Туніс                                                                 |  |
|               | Акід 56' Kaabi 73' |       |       | Стадіон: Стад ель-Менза Глядачі: 39,987 Суддя: Антуан Кведевіль (Люксембург) |  |
|               |                    |       |       |                                                                              |  |

| 28 лютого 1977 | Алжир      | 1 – 1 | Туніс      | Алжир, Алжир                                                        |  |
|                | Гендуз 34' |       | Жебалі 89' | Стадіон: Стадіон 5 липня Глядачі: 80,000 Суддя: Пол Бонетт (Мальта) |  |
|                |            |       |            |                                                                     |  |

Збірна Тунісу перемогла за сумою двох матчів із рахунком 3:1 і вийшла до Третього раунду.
| 13 лютого 1977 | Того | 0 – 2 | Гвінея                   | Ломе, Того                                                                |  |
|                |      |       | Бангура 15' Сулейман 84' | Стадіон: Женераль Еядема Глядачі: 7,976 Суддя: Фелікс Баллу (Кот-д'Івуар) |  |
|                |      |       |                          |                                                                           |  |

| 27 лютого 1977 | Гвінея                           | 2 – 1 | Того        | Конакрі, Гвінея                                                           |  |
|                | Папа Камара 36' Тольо 40' (пен.) |       | Аметепе 55' | Стадіон: Стад дю 28 Септембр Глядачі: 35,000 Суддя: Танор Д'єнг (Сенегал) |  |
|                |                                  |       |             |                                                                           |  |

Збірна Гвінеї перемогла за сумою двох матчів із рахунком 4:1 і вийшла до Третього раунду.
| 13 лютого 1977 | Кот-д'Івуар                    | 3 – 2 | Республіка Конго          | Буаке, Кот-д'Івуар                                     |  |
|                | Г'Біз 10' Мамаху 20' Куман 81' |       | Багамбула 36' Н'Домба 89' | Стадіон: Мунісіпаль Глядачі: 3,600 Суддя: Двомо (Гана) |  |
|                |                                |       |                           |                                                        |  |

| 27 лютого 1977 | Республіка Конго | 1 – 3 | Кот-д'Івуар                    | Браззавіль, Конго-Браззавіль                                                    |  |
|                | Лінгонго 23'     |       | Куман 10' М'єзан 38' Г'Біз 82' | Стадіон: Стад-де-ля-Революсьйон Глядачі: 70,000 Суддя: Фестус Окубуле (Нігерія) |  |
|                |                  |       |                                |                                                                                 |  |

Збірна Кот-д'Івуару перемогла за сумою двох матчів із рахунком 6:3 і вийшла до Третього раунду.
| 6 лютого 1977 | Кенія | 0 – 0 | Єгипет | Найробі, Кенія                                                   |  |
|               |       |       |        | Стадіон: Найробі Сіті Глядачі: 8,337 Суддя: Ахмед Джама (Сомалі) |  |
|               |       |       |        |                                                                  |  |

| 27 лютого 1977 | Єгипет     | 1 – 0 | Кенія | Каїр, Єгипет                                                    |  |
|                | Халіль 13' |       |       | Стадіон: Стадіон Нассера Глядачі: 70,000 Суддя: Альгуль (Лівія) |  |
|                |            |       |       |                                                                 |  |

Збірна Єгипту перемогла за сумою двох матчів із рахунком 1:0 і вийшла до Третього раунду.
| 13 лютого 1977 | Уганда  | 1 – 0 | Північна Родезія | Кампала, Уганда                                                        |  |
|                | Ума 73' |       |                  | Стадіон: Наківубо Глядачі: 11,940 Суддя: Ісмаель Юсуф Кемаль (Ефіопія) |  |
|                |         |       |                  |                                                                        |  |

| 27 лютого 1977 | Північна Родезія                    | 4 – 2 | Уганда             | Ндола, Замбія                                                              |  |
|                | Чола 28' Чанда 34' Читалу 85', 106' |       | Насур 14' Обуа 74' | Стадіон: Даг Гаммарсшельд Глядачі: 120,000 Суддя: Грейшн Матову (Танзанія) |  |
|                |                                     |       |                    |                                                                            |  |

Збірна Замбії перемогла за сумою двох матчів із рахунком 4:3 і вийшла до Третього раунду.
| {{{дата}}} | Нігерія | т.п. | Заїр    |  |  |
|            |         |      | знялася |  |  |
|            |         |      |         |  |  |

Збірна Заїру знялася, тож збірна Нігерії пройшла до Третього раунду автоматично.

## Третій раунд
| Команда 1 | Заг. | Команда 2        | 1-й матч | 2-й матч |
| --------- | ---- | ---------------- | -------- | -------- |
| Гвінея    | 2–3  | Туніс            | 1–0      | 1–3      |
| Нігерія   | 6–2  | Кот-д'Івуар      | 4–0      | 2–2      |
| Єгипет    | 2–0  | Північна Родезія | 2–0      | 0–0      |

| 5 червня 1977 | Гвінея       | 1 – 0 | Туніс | Конакрі, Гвінея                                                             |  |
|               | І. Силла 77' |       |       | Стадіон: Стад дю 28 Септембр Глядачі: 25,000 Суддя: Мохамед Лараш (Марокко) |  |
|               |              |       |       |                                                                             |  |

| 19 червня 1977 | Туніс                          | 3 – 1 | Гвінея       | Туніс, Туніс                                                              |  |
|                | Ліман 9' Лахзамі 59' Куїні 62' |       | А. Силла 11' | Стадіон: Стад ель-Менза Глядачі: 35,248 Суддя: Хуссейн Фамі Баїг (Єгипет) |  |
|                |                                |       |              |                                                                           |  |

Збірна Тунісу перемогла за сумою двох матчів із рахунком 3:2 і вийшла до Фінального раунду.
| 10 липня 1977 | Нігерія                                       | 4 – 0 | Кот-д'Івуар | Лагос, Нігерія                                                 |  |
|               | Усіян 7', 30' Івелумо 18' Оджебоде 56' (пен.) |       |             | Стадіон: Сурулере Глядачі: 29,815 Суддя: Ньїренда Чаю (Замбія) |  |
|               |                                               |       |             |                                                                |  |

| 25 липня 1977 | Кот-д'Івуар     | 2 – 2 | Нігерія                     | Буаке, Кот-д'Івуар                                              |  |
|               | Мамаху 37', 58' |       | Одегбамі 74' Ам'єсімака 89' | Стадіон: Мунісіпаль Глядачі: 2,040 Суддя: Юссу Н'Діає (Сенегал) |  |
|               |                 |       |                             |                                                                 |  |

Збірна Нігерії перемогла за сумою двох матчів із рахунком 6:2 і вийшла до Фінального раунду.
| 15 липня 1977 | Єгипет               | 2 – 0 | Північна Родезія | Каїр, Єгипет                                                                 |  |
|               | Гафар 29' Хаммам 49' |       |                  | Стадіон: Стадіон Нассера Глядачі: 135,746 Суддя: Альберто Мікелотті (Італія) |  |
|               |                      |       |                  |                                                                              |  |

| 31 липня 1977 | Північна Родезія | 0 – 0 | Єгипет | Лусака, Замбія                                                      |  |
|               |                  |       |        | Стадіон: Стаіон 7 квітня Глядачі: 130,165 Суддя: Гордон (Шотландія) |  |
|               |                  |       |        |                                                                     |  |

Збірна Єгипту перемогла за сумою двох матчів із рахунком 2:0 і вийшла до Фінального раунду.

## Фінальний раунд
| Місце | Команда | О | І | В | Н | П | Г+ | Г- | РГ |
| ----- | ------- | - | - | - | - | - | -- | -- | -- |
| 1     | Туніс   | 5 | 4 | 2 | 1 | 1 | 7  | 4  | +3 |
| 2     | Єгипет  | 4 | 4 | 2 | 0 | 2 | 7  | 11 | −4 |
| 3     | Нігерія | 3 | 4 | 1 | 1 | 2 | 5  | 4  | +1 |

| 25 вересня 1977 |

| Туніс | 0 – 0 | Нігерія |
| ----- | ----- | ------- |
|       |       |         |

| Стад ель-Менза, Туніс Глядачів: 8,229 Арбітр: Джон Карпентер (Ірландія) |

| 8 жовтня 1977 |

| Нігерія                                   | 4 – 0 | Єгипет |
| ----------------------------------------- | ----- | ------ |
| Чукву 24' Одегбамі 54', 67' Н'Вадіоха 74' |       |        |

| Сурулере, Лагос |

| 21 жовтня 1977 |

| Єгипет                   | 3 – 1 | Нігерія     |
| ------------------------ | ----- | ----------- |
| Абду 11', 27' Мохтар 50' |       | Івелумо 75' |

| Стадіон Нассера, Каїр Глядачів: 190,000 Арбітр: Еммануель Платопулос (Греція) |

| 12 листопада 1977 |

| Нігерія | 0 – 1 | Туніс         |
| ------- | ----- | ------------- |
|         |       | Одіє 61' (аг) |

| Сурулере, Лагос Глядачів: 180,000 Арбітр: Ернст Дерфлінгер (Швейцарія) |

| 25 листопада 1977 |

| Єгипет                                  | 3 – 2 | Туніс                  |
| --------------------------------------- | ----- | ---------------------- |
| Гафар 26' (пен.) Абду 53' Ель-Хатіб 83' |       | Бен-Азіза 80' Акід 87' |

| Стадіон Нассера, Каїр Глядачів: 185,000 Арбітр: Хілмі Ок (Туреччина) |

| 11 грудня 1977 |

| Туніс                                         | 4 – 1 | Єгипет          |
| --------------------------------------------- | ----- | --------------- |
| Акід 15' Лахзамі 42' Бен-Азіза 65' Лабіді 75' |       | Абдель Бакі 80' |

| Стад ель-Менза, Туніс (місто) Глядачів: 50,000 Арбітр: Джанфранко Менегалі (Італія) |

Збірна Тунісу стала переможцем відбору.

## Бомбардири
6 голів
| - Махмуд Ель-Хатіб |

4 голи
| - Сегун Одегбамі |

3 голи
| - Кобенан Куман - Жером Лебр Мамаху | - Мостафа Абду - Папа Камара | - Томпсон Усіян - Мохамед Акід |

2 голи
| - Роже Мілла - Жан-Жак Н'Думба - Леон Гуа Г'Біз - Фарук Гафар - Аллойзіус Атуегбу | - Годвін Івелумо - Кама Думбуя - Васьє Сунмону - Абдеррауф Бен-Азіза - Хемаїс Лабіді | - Теміме Лахзамі - Жозеф Каборе - Бернар Чанда - Годфрі Читалу - Віллі Фірі |

1 гол
| - Омар Бетруні - Махмуд Гендуз - Жан-Манга Онгене - Жонас Багамбула - Даніель Ебомоа - П'єр Лінгонго - Жозеф Мунудзі - Жозеф Вамба - Гастон Бава - Люсьєн Куассі Куам - Паскаль М'єзан - Ахмед Абдель Бакі - Махер Хаммам - Оссама Халіль - Мохтар Мохтар - Текалінге Кассагун - Опоку Афрійле - Офей Анса - Ібрагім Кассум - Усман Бадара Бангура | - Юссуф Камара - Мамаду Аліу Кейта - Шеріф Сулейман - Алі Силла - Ісмаель Силла - Сейдуба Силла - Усман Тіам Тольо - Ганьї Кулібалі - Абдельгані Лахаї - Мустафа Тахір - Букарі Адаму - Мусса Канфідені - Санда Сейду - Адок'є Ам'єсімака - Кунле Авесу - Крістіан Чукву - Келечі Еметеоле - Джонні Н'Вадіоха - Семюел Оджебоде - Абдулає Ба | - Ісмаїл Дифан - Мохаммед Сама - Вільям Санго - Семюел Трей - Анані Афану - Табанья Аметепе - Аліру Рашиду - Тарак Діаб - Амор Жебалі - Неджиб Ліман - Алі Каабі - Монсеф Куїні - Абдулла Насур - Деніс Обуа - Поллі Ума - Джозеф Уаттара - Куліго Зома - Алекс Чола - Оббі Капіта |

1 автогол
| - Джек Чамангвана (у грі проти Замбії) - Годвін Одіє (у грі проти Тунісу) |